# Ling-jin
Chrám Ling-jin (čínsky: znaky tradiční 靈隐寺, zjednodušené 灵隐寺, pchin-jin Língyǐn Sì; doslova „Útočiště duší“) je buddhistický chrám ležící severozápadně od města Chang-čou v provincii Če-ťiang Čínské lidové republiky. Je jedním z nejrozsáhlejších buddhistických chrámů v Číně, celý komplex zahrnuje množství pagod a jeskyní.
Je nejvýznamnější z několika chrámů v horách Wu-lin (武林山), jejichž součástí je mnoho jeskyní, soch a reliéfů vytesaných do skal, nejslavnější z nich jsou na hoře Fej-laj-feng (飞来峰, doslova „Přilétající vrchol“)

## Historie

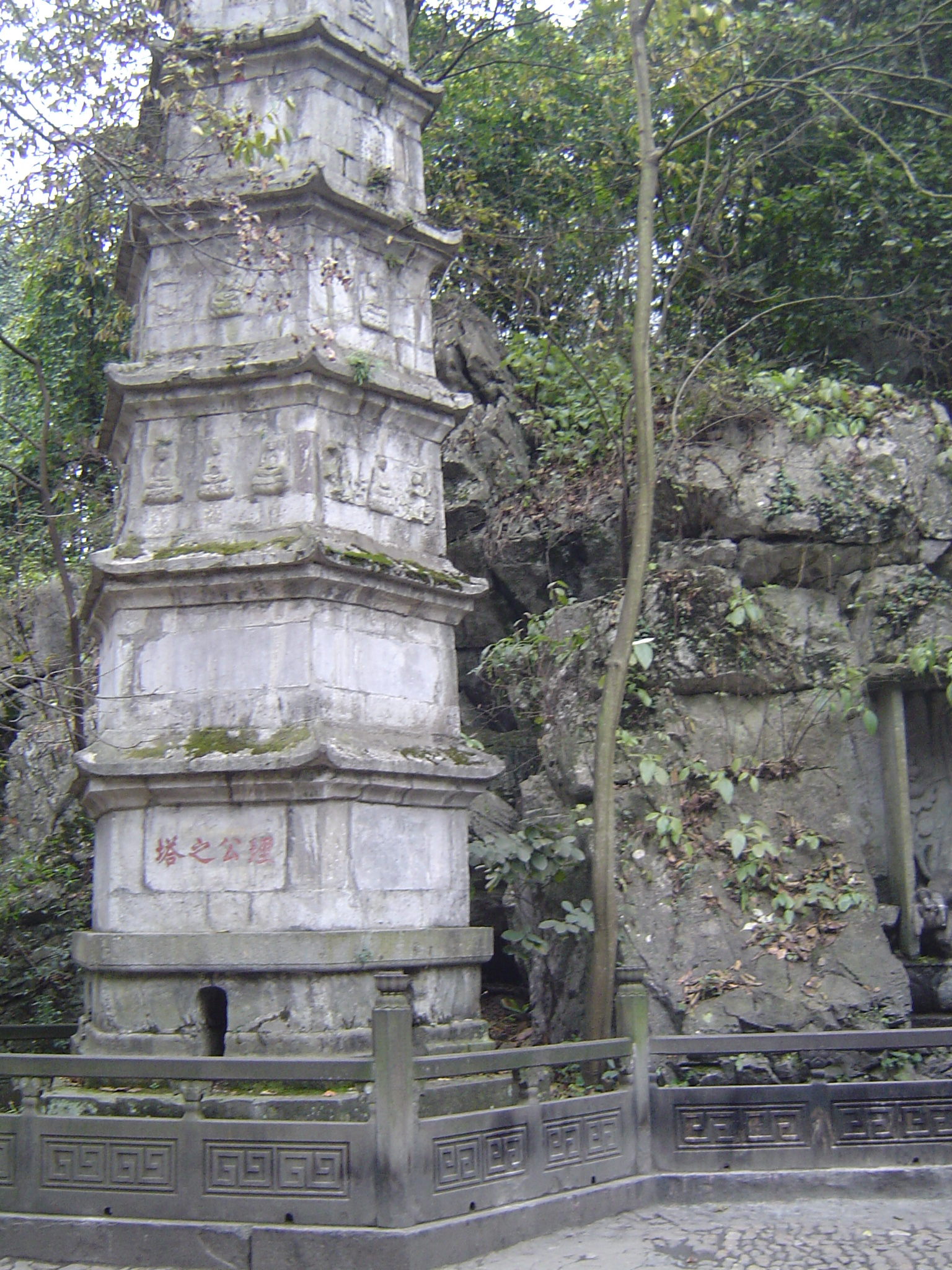
Pagoda v níž je uložen popel Chuej-lina, zakladatele kláštera

Klášter byl založen roku 328 za vlády dynastie východní Ťin mnichem Chuej-liem přišlým z Indie. Od samých počátků klášter patřil k nejvýznamnějším v Ťiang-nanu. Na vrcholu moci v 10. století, kdy oblast patřila ke království Wu-jüe, klášter zahrnoval 9 mnohoposchoďových budov, 18 pavilónů, 72 budov a více než 1300 pokojů. Žilo v něm přes 3000 mnichů. Mnoho z výzdoby jeskyní, reliéfů a soch na hoře Fej-laj-feng a okolí pochází z této doby.
Během vlády dynastie jižní Sung si klášter zachoval postavení jednoho z nejdůležitějších chrámů Ťiang-nanu. Byl ne méně než šestnáctkrát přestavěn, protože ani sláva ho neuchránila před bandity a občasným ničením. Poslední poškození způsobili rudé gardy během kulturní revoluce, větším škodám ale zabránil tehdejší premiér Čou En-laj. Současná podoba je moderní restaurací stavu z období dynastie Čching.
Dnes je chrám oblíbený cíl poutníků i turistů. Je považován za jeden z nejbohatších klášterů Číny.